# Rosa Bonheur (cràter)
Rosa Bonheur és un cràter d'impacte en el planeta Venus de 104 km de diàmetre. Porta el nom de Rosa Bonheur (1822-1899), pintora francesa, i el seu nom va ser aprovat per la Unió Astronòmica Internacional el 1994.